# Maruv
Anna Korsun (ucraniano: Aнна Корсун; Pavlograd, 15 de febrero de 1991), con el nombre profesional de Maruv, es una cantante, compositora, poetisa y productora ucraniana. 
Anna nació en Pavlograd, y en la escuela, estudió música y danza. En 2014 se graduó en la Facultad de Automatización e Instrumentación de la Universidad de Járkov, mientras seguía estudiando música y participando en pequeños grupos musicales.
En 2017, decide mudarse a la capital del país, Kiev e inicia una nueva etapa en su carrera musical. El 7 de mayo presenta su primer álbum llamado "Stories" (Historias), con siete canciones escritas en ucraniano, ruso e inglés. 
El 28 de septiembre de 2018 debuta como Maruv y el álbum "Black Water" (Agua Negra), bajo la discográfica filial rusa de Warner Music. La discográfica anunció que su primer concierto sería en la sala de conciertos "Izveztia" en Moscú, el 6 de abril de 2019.[cita requerida]

## Maruv en Eurovisión 2019
El 9 de febrero, la cantante llegó a la final de la selección nacional para participar en el concurso musical europeo de Eurovisión 2019. El 23 de febrero de 2019, la cantante Maruv recibió once de doce puntos por parte de los espectadores y del jurado de Radiotelevisión Pública Nacional de Ucrania (NOTU) y fue elegida para representar a su país con la canción en inglés Siren Song. La canción sumaba casi siete millones de reproducciones en YouTube.  
Sin embargo, el 25 de febrero se supo que MARUV no iría a Eurovisión por censura según las propias declaraciones de Maruv, ya que además de prohibirle participar en conciertos en Rusia con su discográfica, había otras condiciones políticas que no aceptaba. Entre otras la cesión de derechos incumpliendo su contrato previo, la prohibición de hablar con periodistas sin autorización y aceptar todos los requisitos necesarios, con amenaza de multa de hasta 65.000 euros, además de desestimar cualquier tipo de compensación económica para viajar a Israel próxima sede del concurso anual de Eurovisión.
El gobierno declaró que no cumple con los requisitos para ser "embajador cultural de Ucrania y un portavoz de la sociedad ucraniana en el mundo". 
Ucrania está en una situación de crisis política desde los acontecimientos del Euromaidán y la anexión de Crimea y Sebastopol a Rusia en 2014. A Maruv, que es de ascendencia rusa, la cantante ucraniana Jamala y ganadora del concurso en 2016, le pregunta: "¿Crimea es Ucrania?" a lo que Maruv responde afirmativamente aunque la pregunta ha generado polémica por tratar de fomentar actitudes extremistas. Jamala ganó con la canción titulada '1944', una canción que denunciaba la deportación de los tártaros en la Unión Soviética. Durante el concurso también se le preguntó si había participado en un concurso en la televisión rusa a finales del año pasado.

Soy ciudadana de Ucrania, pago impuestos y amo sinceramente a mi país. Pero no estoy lista para actuar con lemas y convertir mi participación en Eurovisión en la promoción de nuestros políticos. Soy artista, y no un bate en la arena política..
Anna Korsun, alias Maruv
Cuenta de instagram, 25 de febrero de 2019

Finalmente, el 27 de febrero, la NOTU rechaza participar en Eurovisión después de la polémica política con la cantante, además de que el segundo y tercer elegidos en la final decidieran abandonar el concurso públicamente.
En 2017, el gobierno ucraniano vetó a la cantante rusa en silla de ruedas por atrofia muscular espinal, Julia Samóilova, la participación en el concurso europeo que se celebraba en la ciudad de Kiev, por participar en un concierto en Crimea, anexionada por Rusia dos años antes. 